# Henri Ottevaere
Henri Ottevaere (1870-1944) was een Brussels schilder en tekenaar die zijn opleiding kreeg aan de Academie van Brussel onder leiding van Jean-François Portaels. Tevens was hij ook leerling van de Vrije Academie "La Patte de Dindon".
Na het overlijden van zijn vader nam hij in 1888 het familiaal inlijstingsatelier over. 
Ottevaere had als schilder een voorkeur voor landschappen (de Ardennen, omgeving van Namen, de Condroz-streek, ...), marines, portretten, figuren en stillevens. Hij debuteerde onder de invloed van het symbolisme en leunde later aan bij het impressionisme. Hij verbleef en werkte onder andere in Frankrijk, Italië, Nederland en Engeland.
Vanaf 1897 werd H. Ottevaere leraar aan de Academie te Sint-Jans-Molenbeek, drie jaar eerder werd hij lid van de Kring "Pour l'Art" te Brussel. Van 1908 tot 1936 was hij directeur van de Academie van Sint-Joost-ten-Node. 

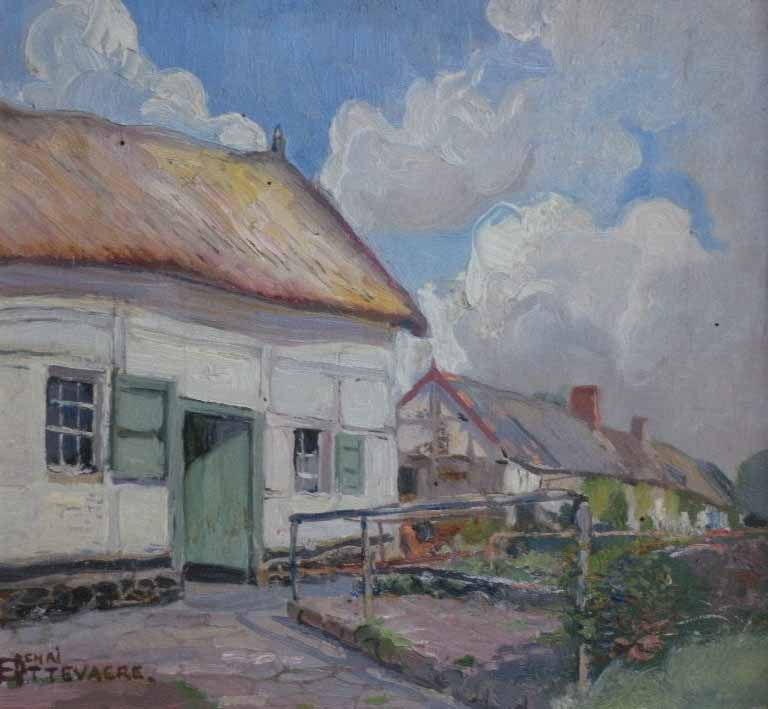
De oude boerderij in Faulx
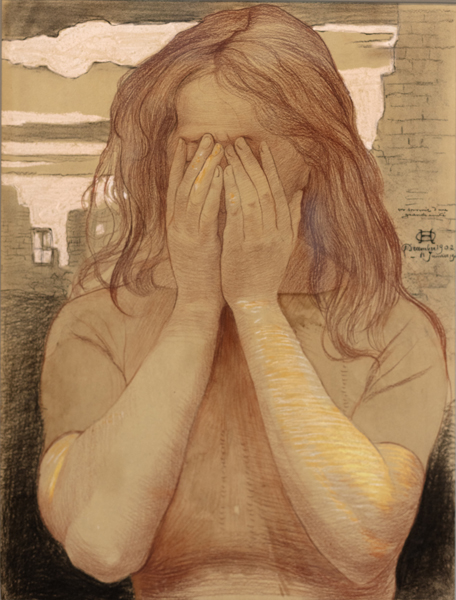
Ruïne

- Gemeinsame Normdatei: 174254377
- International Standard Name Identifier: 0000 0001 0620 4256
- RKD-Nederlands Instituut voor Kunstgeschiedenis: 89523
- Union List of Artist Names: 500160698
- Virtual International Authority File: 159354132
- WorldCat: E39PBJtcCQCTHRX43VFcPbwQv3